# Шистеров, Николай Вадимович
Николай Вадимович Шистеров (24 июля 1991, Свердловск, СССР) — российский футболист, игрок в мини-футбол. Защитник мини-футбольного клуба «Газпром-Югра».

## Клубная карьера
Николай Шистеров начинал карьеру в екатеринбургском футбольном клубе «Урал», а в 2008 году перешёл в другой клуб из столицы Свердловской области — «ВИЗ-Синару». В 2010 году с июня по декабрь играл на правах аренды в сыктывкарской «Новой генерации». С января уже защищал цвета клуба Высшей лиги «Арсенал» из Перми. В Высшей лиге Николай сыграл 13 матчей и забил 11 голов. Следующий сезон он начал уже в составе «визовцев».
На предсезонном турнире «Кубок Урала» в 2012 году был признан лучшим нападающим турнира с девятью забитыми мячами.
В сезоне 2012/13 стал лучшим бомбардиром команды и шестым в списке бомбардиров всего чемпионата. Также по итогам сезона был признан «Открытием сезона»
В октябре 2013 года принимал участие в престижном международном турнире «Гран-при» в Бразилии, став серебряным призёром турнира, проиграв лишь в финале хозяевам в серии после матчевых пенальти. Забил один гол в матче против сборной Парагвая на групповом этапе.
В марте 2014 года вместе с командой стал серебряным призёром международного турнира «Кубок Ерёменко».
В феврале 2015 года в составе «Синары» стал обладателем престижного евразийского турнира «Кубок Ерёменко», в финале обыграв «Тюмень» на её же площадке со счётом 6:2.
В сезоне 2015/16 стал бронзовым призером всё того же «Кубок Ерёменко», таким образом собрав коллекцию всех медалей этого турнира. В этом же сезоне стал лучшим бомбардиром «Синары» забив 21 мяч.
В июне 2019 года, завершив 11-летнюю карьеру в «Синаре», перешёл в «Газпром-Югру».

## Карьера в сборной
В ноябре 2011 был вызван в молодёжную сборную России на товарищеские игры в Иране. В двух сыгранных матчах забил 1 гол.
В феврале 2013 был впервые вызван в национальную сборную России по мини-футболу на товарищеские игры в Хорватии, сыграл два матча. В марте этого же года был вызван на товарищеские матчи в Тюмени против национальной сборной Ирана, сыграл оба матча.
С 27 по 30 марта 2013 года вызывался на отборочные игры чемпионата Европы 2014 по мини-футболу в Латвии против сборных команд Румынии, Латвии и Казахстана. Сыграл все три матча.
С 13 по 20 июля 2014 года принимал участие в студенческом чемпионате Мира в испанской Антекере. В составе сборной России стал победителем студенческого чемпионата Мира, обыграв в финале сборную Бразилии со счётом 8:5.
На домашнем матче полуфинала «Кубка Ерёменко» против казахстанского Тулпара была вручена награда от Министерства спорта Российской Федерации за победу на студенческом чемпионате Мира 2014 года. Присвоено звание Мастер спорта России международного класса.
На постоянной основе вызывается в состав Национальной сборной.
В декабре 2015 года в составе национальной сборной России принимал участие в отборочных матчах на чемпионат мира 2016 года, которые проходили в Турции. Вместе с командой занял 1 место в группе, по очереди обыграв сборные Финляндии, Сербии, и Турции.
В июле 2016 года принимал участие в студенческом чемпионате Мира в Бразилии. Турнир проходил в Гоянии. В составе сборной России стал серебряным призером студенческого чемпионата Мира, уступив в финале хозяевам — сборной Бразилии со счётом 1:2.
В сентябре 2019 года в составе национальной сборной России стал победителем турнира «Кубка Каспия» проходившего в Астрахани. В решающем матче была обыграна сборная Ирана со счётом 9:3. В игре второго тура против сборной Казахстана был признан лучшим игроком матча.
Уже в октябре принимал участие в отборочных матчах на чемпионат мира 2020 года. Игры проходили в хорватском Дубровнике. В этом турнире сборная России заняла первое место в группе, и прошла в следующую стадию турнира. Сыграл все три матча.

## Достижения
Номинирован на звание «Лучшего молодого игрока мира до 23 лет» по версии сайта futsalplanet.com премии AGLA Futsal Awards 2014.
- Чемпион России (2): 2021/2022, 2023/2024
- Серебряный призер Чемпионата России (1): 2019/2020
- Обладатель Кубка России (1): 2020/2021
- Финалист Кубка России (3): 2019/20, 2021/22, 2023/24
- Обладатель Суперкубка России (1): 2022
- Финалист Кубка Лиги (1): 2024
- Лучший игрок Кубка Лиги (1): 2024